# Gaszerbrum VI
Gaszerbrum VI, Chochordin – szczyt w Pakistanie, w masywie Gaszerbrum, w paśmie Karakorum. Jest to jeden z najniższych szczytów w grupie Gaszerbrumów. Wysokość góry wynosi około 7000 metrów (według różnych źródeł od 6979 m n.p.m do 7004 m n.p.m). Leży na północny wschód od lodowca Baltoro. Północnym grzbietem łączy się z Gaszerbrumem V. Szczyt jest uznawany za niezdobyty.

## Historia wspinaczki
Pierwszą zarejestrowaną próbą zdobycia Gaszerbrumu VI była solowa wyprawa Marii Luisy Ercalani w maju 1985 roku. Włoszka ogłosiła zdobycie szczytu południowo-wschodnią ścianą, ale przez brak dowodów wejście nie jest oficjalnie uznawane.
W 1993 roku Gaszerbrum VI samotnie zaatakował Niemiec Walter Hölzler. Dotarł on 200 metrów poniżej wierzchołka, jednak ze względu na wysokie zagrożenie lawinowe zdecydował się zawrócić.
W wyprawie przeprowadzonej w 1998 roku zespół złożony z trzech Francuzów próbował wejść na szczyt planując następnie zjazd na nartach. Na wysokości 6900 metrów zeszła niewielka lawina, która porwała i zabiła jednego z członków wyprawy, Nicolasa Bonhomme.
Jedyną znaną próbą wejścia od strony północnej była wyprawa dwóch Portugalczyków z roku 2009. Alpiniści wybrali północno-wschodnią ścianę, którą chcieli pokonać w stylu alpejskim. Zawrócili około 60 metrów poniżej grani szczytowej z powodu niekorzystnych warunków.
W roku 2016 dwóch alpinistów z Niemiec i Kanady próbowało zdobyć Gaszerbrum VI od strony południowo-zachodniej. Dotarli do południowo-zachodniego grzbietu na wysokości 6200 metrów, gdzie założyli obóz. Zespół wspiął się jeszcze około 250 metrów, jednak ze względu na stromy, skalisty teren i sypki śnieg nie było możliwości bezpiecznej asekuracji, więc zdecydowali się na odwrót.
Czteroosobowy zespół z Polski pod kierownictwem Jerzego Natkańskiego w roku 2019 podjął próbę wejścia od strony południowej. Wspinacze założyli obóz I na wysokości 5600 metrów, jednak złe warunki pogodowe utrudniły wspinaczkę i dzień później członkowie wyprawy zrezygnowali ze zdobycia szczytu i zmienili swój cel wyprawy na Laila Peak.
Możliwe, że odbyło się jeszcze kilka mniejszych wypraw, aczkolwiek jak dotąd żadnemu zespołowi nie udało się osiągnąć szczytu.